# 오스만 누리 파샤
오스만 누리 파샤(오스만 튀르크어: عثمان نوری پاشا, 튀르키예어: Osman Nuri Paşa, 1832년 ~ 1900년 4월 5일)는 오스만 제국의 군인이자 명장이다.

## 생애
아나톨리아 지방 중부에 위치한 토카트 출신으로 어린 시절에 콘스탄티노폴리스(현재의 튀르키예 이스탄불)로 이주했다. 1852년에 오스만 군사학교를 졸업하면서 육군 중위 계급을 받았고 나중에 크림 전쟁에 참전하게 된다. 크레타, 레바논, 예멘, 시리아 등지에서 많은 공을 세워 '파샤'(Paşa)라는 칭호를 받았던 뛰어난 명장이었다.
그가 본격적으로 명성을 떨치게 된 것은 1877년부터 1878년 사이에 발칸반도, 캅카스에서 일어난 러시아-튀르크 전쟁이다. 1877년에 오스만 제국군은 러시아 제국-세르비아 공국-불가리아(오스만령 불가리아)-루마니아(몰다비아 왈라키아 연합공국)-몬테네그로 공국 5개국 연합군에 연전 연패하여 지원과 보급을 기대하기 어려운 상황이였다. 오스만 누리 파샤는 러시아 제국군에게 상당한 피해를 안기며 군사적 요충지인 플레브네(현재의 불가리아 플레벤)를 1877년 7월 20일부터 12월 10일까지 약 5개월 동안 끝까지 방어했다. 하지만 보급품과 식량이 바닥나서 러시아 제국군의 전쟁 포로로 잡히게 된다. 러시아 제국군의 지휘관이자 러시아 제국의 차르였던 알렉산드르 2세 또한 그의 뛰어남을 인정하고 칭찬했다.
전쟁이 끝난 뒤 오스만 제국 콘스탄티노폴리스로 귀환하여 열렬한 환영과 함께 가지(Gazi, '전사' 또는 '퇴역 군인'이라는 뜻)라는 칭호를 받았고 육군 원수 계급으로 승진하게 된다. 전쟁 영웅으로서 향후 4차례에 걸쳐 오스만 제국 육군 대신을 역임했다. 1900년에 콘스탄티노폴리스에서 노환으로 사망한 이후에 파티흐 모스크의 정원으로 안장되었다.